# Ganz (Autriche)
Pour les articles homonymes, voir Ganz.
Ganz est une ancienne commune autrichienne du district de Bruck-Mürzzuschlag en Styrie.